# Lecher Literaturtage
Die Lecher Literaturtage waren ein österreichisches Literaturfestival, das seit 2017 jährlich in Lech im Bundesland Vorarlberg stattfand. Alleinstellungsmerkmal war die Kombination aus Poetry-Slam, klassischer Literatur und Musik. Besonderheiten im Programm waren etwa ein Poetry-Slam im Gebirge oder eine Lesung in der Gondelbahn. 
Im Jahr 2019 waren Slam-Poeten wie Lasse Samström, Mieze Medusa, Theresa Hahl und Wehwalt Koslovsky ebenso eingeladen wie die österreichischen Romanautorinnen Irene Diwiak und Petra Piuk oder der Lyriker José F. A. Oliver. In den Jahren zuvor waren Künstler wie Daniel de Roulet, Marc Girardelli, Pauline Füg, Barbi Marković oder Jolanda Spirig zu Gast. Angeschlossen an das Festival fand 2019 zum ersten Mal ein Literaturwettbewerb statt. Das Festival wurde durch Lukas Wagner kuratiert und findet in verschiedenen Hotels in Oberlech sowie im Museum Huber-Hus statt.
Die Lecher Literaturtage wurden im Jahr 2021 durch das Literaricum Lech abgelöst. Auf Anregung des Lyrikers Raoul Schrott wird seit 2023 der mit 15.000 Euro dotierte Poeta Laureatus vergeben. Preisträger waren Michael Krüger (2023) und Clemens J. Setz (2024).